# Máté János (labdarúgó, 1936)
Máté János (Babócsa, 1936. július 14. – Győr, 2008. október 30.) labdarúgó, fedezet.

## Pályafutása

### Klubcsapatban
1960-ig a Kaposvári Vörös Lobogó labdarúgója volt. 1960 és 1962 között az MTK csapatában játszott. Öt bajnoki mérkőzésen szerepelt és tagja volt az 1960–61-es idényben harmadik helyezett csapatnak. 1962 és 1969 a Győri Vasas ETO együttesének a tagja. Az első győri bajnokcsapat játékosa 1963 őszén. 1970-ben a Győri MÁV DAC labdarúgójaként vonult vissza.

### A válogatottban
Kétszeres Budapest válogatott (1966), háromszoros B-válogatott (1964–66).

## Sikerei, díjai
- Magyar bajnokság
  - bajnok: 1963-ősz
  - 3.: 1960–61, 1967
- Magyar kupa (MNK)
  - győztes: 1965, 1966
  - döntős: 1964
- Bajnokcsapatok Európa-kupája (BEK)
  - elődöntős: 1964–65